# Heidrun Hartmann
Heidrun Elsbeth Klara Hartmann (Kolberg, 5 agosto 1942 – Amburgo, 11 luglio 2016) è stata una botanica tedesca.

## Biografia
Dal 1970 al 2007 Hartmann ha insegnato all'Università di Amburgo presso il Dipartimento di Botanica Sistematica. Dal 1969, la sua ricerca si concentra sulla famiglia vegetale delle Aizoaceae di tutti i continenti. Si è occupata di quasi tutti i generi e ha pubblicato i risultati della ricerca in oltre 130 libri e saggi.
Dal 2001 ha studiato insieme a Sigrid Liede-Schumann (Bayreuth) la morfologia e la biologia molecolare del Trianthema e dal 2007 anche di Drosanthemum e Delosperma. Il manuale in due volumi sulle Aizoaceae, la seconda edizione completamente rivista e completata poco prima della sua morte, è considerato un lavoro standard per questa famiglia di piante.
Hartmann è stato membro della Linnean Society, dell'AETFAT e dell'Organizzazione Internazionale per la Ricerca Succulenta.

## Vita privata
Heidrun Hartmann era sposata con Wilfried Hartmann ed ha avuto due figlie.